# Laubac
Le Laubac (ou Laubach)  est un ruisseau de Belgique, affluent de la Sambre (rive gauche) et sous-affluent de la Meuse.  
Le Laubac prend sa source à Mont-Sainte-Geneviève dans le Hainaut et, après un parcours de quelque huit kilomètres, se jette dans la Sambre à Lobbes (rive gauche). La rivière passait dans le domaine de l’ancienne abbaye de Lobbes (brasserie et ferme), qui était construite à son confluent même avec la Sambre. Il aurait donné son nom (Laubacus ou Laubach) à l'abbaye de 'Lobbes'.